# Mahogany Bluff
Das Mahogany Bluff (englisch für Mahagoniklippe, in Argentinien Cerro Pampa, in Chile Cerro Dubos) ist ein 590 m hohes Felsenkliff auf der Vega-Insel im antarktischen Weddell-Meer. Das Kliff ragt 8 km südwestlich des Kap Gordon auf und bildet die Ostseite der Pastorizo Bay.
Das UK Antarctic Place-Names Committee benannte es 1964 nach seiner Färbung, die an Mahagoniholz erinnert. Namensgeber der argentinischen Benennung ist das Forschungsschiff Pampa, das bei einer von 1947 bis 1948 durchgeführten argentinischen Antarktisexpedition zum Einsatz kam. Namensgeber der chilenischen Benennung ist Iván Dubos, Teilnehmer der 18. Chilenischen Antarktisexpedition (1963–1964).